# Marc Stanley
Marc Robert Stanley (Dallas, 27 de mayo de 1957) es un abogado, activista y filántropo estadounidense, que se desempeñó como embajador de Estados Unidos en Argentina desde el 24 de enero de 2022 hasta el 17 de enero de 2025, durante la administración de Joe Biden.

## Biografía
Nacido en el seno de una familia judía, Stanley se recibió de licenciado en Administración de Empresas en George Washington University en 1979 y de doctor en Jurisprudencia en la Escuela de Leyes de la Universidad de Texas en 1982.
Su carrera comenzó en su etapa universitaria, cuando trabajó durante cuatro años para el Congreso de los Estados Unidos, sirviendo a los representantes demócratas Mo Udall (Arizona) y Dale Kildee (Michigan), y en el Comité de Administración de la Cámara de Representantes como asistente de su presidente Frank Thompson. En ese rol creó el primer directorio telefónico de la Cámara baja, siendo su editor entre 1977 y 1979. Posteriormente fue presidente del condado de Dallas para la campaña del senador Lloyd Bentsen en 1988 y de la gobernadora Ann Richards en 1989.
Stanley fundó en 1992 su propio estudio jurídico, Stanley Law Group, una firma con sede en Dallas que se dedica a litigios y demandas colectivas a nivel nacional.
Es miembro de la junta directiva de la Asociación de Abogados Litigantes de Texas y de la Asociación de Abogados Litigantes de Dallas; y miembro de la junta y líder de varias organizaciones, siendo, entre 2008 y 2014, presidente del Consejo Nacional Demócrata Judío, y, entre 2015 y 2018, presidente de Legacy Senior Communities, Inc., dedicada a la atención domiciliaria a personas mayores.
Fue miembro del comité de la Israel Policy Forum,[cita requerida] presidente de la Autoridad de Finanzas Públicas de Texas bajo la gobernación de Ann Richards, y designado por el secretario de Defensa William Cohen como miembro de la Junta de Visitantes de la Universidad del Aire de la Fuerza Aérea.
En 2011, Stanley fue designado por el presidente Barack Obama como miembro del Consejo del Museo Conmemorativo del Holocausto de los Estados Unidos.

### Embajador de Estados Unidos en Argentina
El 6 de agosto de 2021, el presidente Joe Biden anunció su intención de nominar a Stanley para ser el próximo embajador de Estados Unidos en Argentina. El 10 de agosto de 2021, su nominación fue enviada al Senado. Fue aprobado por el Comité de Relaciones Exteriores del Senado el 15 de diciembre de 2021 y fue confirmado por unanimidad por el Senado el 18 de diciembre de 2021. La jueza Karen Gren Scholer, del Tribunal de Distrito de los EE. UU. para el Distrito Norte de Texas, le tomó juramento el 21 de diciembre de 2021. Presentó sus cartas credenciales al presidente Alberto Fernández el 24 de enero de 2022.
Se opone a que exista una base científica china en Neuquén.